# Amauri Carvalho de Oliveira
Amauri Carvalho de Oliveira (Carapicuíba, 3 de junho de 1980) é um ex-futebolista ítalo-brasileiro que atuava como atacante. Seu último clube foi o New York Cosmos

## Carreira

### Início
Começou a carreira no futebol aos dezenove anos, no Santa Catarina, clube que na época disputava a segunda divisão catarinense. Transferiu-se para o Napoli em 2000, após se destacar em um torneio de juniores na Itália.
Foi emprestado para o Bellinzona, da Suíça, por conta do número de jogadores estrangeiros no clube. Voltou ao clube de Nápoles em meados de 2000, chegando a fazer dupla com Edmundo. Entretanto, não permaneceu muito tempo, transferindo-se para o Piacenza em 2001, onde acabou tendo uma temporada difícil, ficando praticamente um ano sem jogar. Em 2002, foi para o Messina, onde teve mais oportunidades.
Mas foi no Chievo, em 2003, clube em que Amauri teve mais oportunidades e, começou a ter mais destaque no futebol italiano.

### Ascensão
Em 2006 foi para o Palermo, rival de sua ex-equipe do Messina, por sete milhões de euros. Após duas ótimas temporadas no time da Sicília, sendo destaque na mídia internacional, foi contratado pela Juventus, por 22,8 milhões de euros. Sua estreia oficial pela sua nova equipe ocorreu em 13 de agosto de 2008, quando disputou a primeira partida da fase classificatória da Liga dos Campeões da UEFA contra o Artmedia Petržalka. Na segunda partida contra o clube eslovaco, Amauri marcou seu primeiro gol.
Sua primeira temporada no clube juventino terminou razoavelmente bem, tendo marcado catorze vezes em 44 partidas. Na segunda, no entanto, marcou apenas sete vezes nas quarenta partidas que disputou. Já na terceira, mesmo tendo marcado três vezes nas quatro partidas que disputou na fase classificatória da Liga Europa no início da temporada, não marcou mais nenhuma vez nas doze partidas seguintes que disputou.[carece de fontes?] Com a contratação de Luca Toni para disputar posição, acabou sendo emprestado no último dia da janela de transferências de inverno para o Parma, permanecendo até o término da temporada.
Mesmo tendo marcado sete vezes nas onze partidas que disputou durante seu empréstimo,[carece de fontes?] em seu retorno, a direção tinha intenção em vendê-lo devido ao seu alto salário e atuações abaixo do esperado, além de não disputar uma competição europeia, ocasionando uma grande perda em ganhos na temporada. No entanto, mesmo tendo propostas do Olympique de Marseille e clubes da Turquia, fora a oportunidade de permanecer no Parma, Amauri se recusou a deixar o clube. Por conta disso, acabou sendo afastado do elenco. Deixaria o clube apenas em 19 de janeiro de 2012, quando acertou com a Fiorentina. O clube de Florença pagou quinhentos mil euros pela sua transferência, e assinou um contrato de curta duração, até o término da temporada.
Mesmo não tendo disputado uma única partida nos seus últimos oito meses na Juventus, sua estreia pela viola ocorreu apenas dez dias após sua contratação, contra o Siena. Apesar de ter iniciado a partida como titular, ficando em campo até os 87 minutos de partida, não marcou na vitória por 2–1.
Tendo marcado apenas um vez nas treze partidas que disputou durante sua passagem pela Fiorentina, acabou não tendo seu contrato renovado. Pouco tempo depois, em 2 de julho, foi anunciado como novo reforço do Parma, assinando um contrato de duas temporadas com a opção de renovação por uma terceira. Sua reestreia ocorreu na quarta rodada do italiano, ironicamente contra seu clube anterior, a Fiorentina, entrando aos 65 minutos de partida, mas não sendo capaz de evitar o empate em 1–1. Os primeiros gols apareceram apenas em sua quinta partida, na vitória por 2–1 sobre a Sampdoria.[carece de fontes?]
Foi anunciado como novo reforço do Torino em 1 de setembro de 2014, no último dia da janela de transferências de verão do futebol europeu, assinando um contrato com duração de duas temporadas. Embora habitualmente utilize a camisa número 11, a qual estava disponível após a saída de Alessio Cerci (o qual chegou para substituir), Amauri adotou como seu o número 22.

## Seleção
Suas boas apresentações já no Palermo angariaram estimativas para uma convocação para a Seleção Italiana. Amauri, que não tem ascendência italiana, necessitava da conclusão do processo de naturalização de sua esposa, Cynthia, que pôde requisitá-la mesmo também não possuindo ascendência por já ter cumprido o tempo mínimo de residência no país exigido pelas leis da Itália. Opiniões favoráveis à sua convocação para a Azzurra aumentaram com a repetição de sua boa fase na Juventus.
Seu grande momento em um clube de ponta do futebol italiano ascendeu pedidos de que o então técnico da Seleção Brasileira, Dunga, o convocasse, uma vez que os principais nomes do ataque brasileiro, como Ronaldo, Adriano e Robinho, não vinham em boa forma o suficiente, enquanto outros, como Luís Fabiano, Nilmar, Fred, Alexandre Pato, Afonso Alves, Vágner Love, Rafael Sobis, Jô e Ricardo Oliveira ainda não haviam se firmado (totalmente ou não) no setor. Uma simples partida pelo Brasil já eliminaria as possibilidades de jogar pela Itália, de acordo com as normas da FIFA.
Sua primeira convocação para a Seleção Brasileira aconteceu em 31 de janeiro de 2009, após muita expectativa, justamente para o amistoso contra a Itália, entrando na vaga de Luís Fabiano, que foi cortado por lesão. Apesar disso, a Juventus vetou sua ida para a seleção, pois sua convocação foi após o prazo limite determinado pela FIFA.
Amauri (que na Itália tem seu nome pronunciado como "Amáuri", conforme a língua local), todavia, não se decidia por qual seleção jogar, chegando a declarar que não precisa de nenhuma delas. A falta de posicionamento do brasileiro rendeu críticas do volante Gennaro Gattuso, da Seleção Italiana, que disse que, com tal atitude do atacante, prefere que ele jogue pelo Brasil, justificando que "não somos o Azerbaijão ou a Finlândia. Somos a Itália, vencemos quatro Copas do Mundo e o nosso futebol não deve invejar nada a ninguém".
Recebeu finalmente a cidadania no dia 12 de abril de 2010, ao fazer o juramento sobre a constituição italiana, o que lhe tornou apto para defender a Itália. Antes cotado para defender a Itália na Copa do Mundo de 2010, acabou prejudicado pela data, próxima demais do mundial - para o qual já iria como um veterano - para que pudesse ser testado; além disso, atravessava má fase, juntamente com toda a equipe da Juventus, à época. 
Após a Copa, recebeu sua primeira convocação para defender a Itália, para um amistoso contra a Costa do Marfim, que marcou a estreia de Cesare Prandelli como técnico azzurro. Na partida, a qual terminou com vitória marfinense por 1–0, Amauri começou como titular, permanecendo em campo até os 59 minutos, quando foi substituído por Fabio Quagliarella.